# La Vallée-Mulâtre
La Vallée-Mulâtre – miejscowość i gmina we Francji, w regionie Hauts-de-France, w departamencie Aisne.
Według danych na styczeń 2014 roku gminę zamieszkiwały 154 osoby, a gęstość zaludnienia wynosiła 29,2 osób/km².